# Choeromorpha celebiana
Choeromorpha celebiana är en skalbaggsart som beskrevs av Stefan von Breuning 1947. Choeromorpha celebiana ingår i släktet Choeromorpha och familjen långhorningar.
Artens utbredningsområde är Sulawesi. Inga underarter finns listade i Catalogue of Life.